# Karl-Heinz Dorner
Pour les articles homonymes, voir Dorner.
Karl-Heinz Dorner, né le 25 octobre 1979, est un sauteur à ski autrichien.

## Biographie
Chez les juniors, il est trois fois médaillé aux championnats du monde de la catégorie dans l'épreuve par équipes.
Dans la Coupe du monde, il fait ses débuts à l'âge de 16 ans en 1995 à Villach (31e). Trois semaines plus tard, il marque ses premiers points à Oberhof, avec une 21e place, soit son meilleur résultat dans l'élite. Il marque de nouveau des points en 1999 à Harrachov. Son meilleur résultat au niveau international est sa neuvième place au classement général du Grand Prix en 1995.
Il dispute ses dernières compétitions internationales en 2003.

## Palmarès

### Coupe du monde
- Meilleur classement général : 81e en 1996.
- Meilleur résultat individuel : 21e.

#### Classements généraux
| Compet'/Année | Compet'/Année | Classement général | Classement général |
| ------------- | ------------- | ------------------ | ------------------ |
| Compet'/Année | Compet'/Année | Class.             | Points             |
| 1996          | 1996          | 81e                | 10                 |
| 1999          | 1999          | 99e                | 2                  |

### Championnats du monde junior
- Médaille d'argent par équipes en 1995 à Gällivare.
- Médaille d'argent par équipes en 1996 à Asiago.
- Médaille d'argent par équipes en 1997 à Gällivare.